# James Keach
James Keach, född den 7 december 1947 i Savannah, Georgia, är en amerikansk skådespelare, filmproducent och regissör. Han är bror till skådespelaren Stacy Keach, son till skådespelaren Stacy Keach, Sr. och exmake till skådespelaren Jane Seymour. Johnny Cash och Christopher Reeve var gudfäder till deras tvillingsöner (födda 1995).

## Filmografi i urval
- 1973 – Deadly Visitor
- 1976 – Cannonball
- 1979 – Smokey och bilrånargänget
- 1980 – De laglösa
- 1984 – Den vassa eggen
- 1984 – Kärleksbreven
- 1985 – Bilskolan - nu lurar vi snuten
- 1985 – Stand Alone
- 1986 – Tjejen som tog hem spelet
- 1987 – Evil Town
- 1988 – Options
- 1989 – Experterna
- 1991 – Murder in High Places
- 1998 – Familjen Robinson och sjöpiraterna
- 2000 – Den rätta kampen